# Eulophus pennicornis
Eulophus pennicornis är en stekelart som beskrevs av Christian Gottfried Daniel Nees von Esenbeck 1834. Eulophus pennicornis ingår i släktet Eulophus och familjen finglanssteklar. Arten är reproducerande i Sverige. Inga underarter finns listade i Catalogue of Life.